# Mesquite (Nuevo México)
Mesquite es un lugar designado por el censo ubicado en el condado de Doña Ana en el estado estadounidense de Nuevo México. En el Censo de 2010 tenía una población de 1112 habitantes y una densidad poblacional de 524,87 personas por km².

## Geografía
Mesquite se encuentra ubicado en las coordenadas 32°10′1″N 106°41′19″O / 32.16694, -106.68861. Según la Oficina del Censo de los Estados Unidos, Mesquite tiene una superficie total de 2,12 km², cuya totalidad km² corresponde a tierra firme.

## Demografía
Según el censo de 2010, había 1112 personas residiendo en Mesquite. La densidad de población era de 524,87 hab./km². De los 1112 habitantes, Mesquite estaba compuesto por el 72,03% blancos, el 0,18% eran afroamericanos, el 1,35% eran amerindios, el 24,46% eran de otras razas y el 1,98% pertenecían a dos o más razas. Del total de la población el 95,68% eran hispanos o latinos de cualquier raza.

## Educación
El Distrito Escolar Independiente de Gadsden gestiona escuelas públicas.